# Américo Brasiliense
Américo Brasiliense är en brasiliansk stad och kommun i det inre av delstaten São Paulo. Den är belägen strax nordost om den större staden Araraquara och befolkningen i kommunen uppgick år 2014 till cirka 38 000 invånare. Staden är även känd som Cidade Doçura ("den söta staden") eftersom den är omgiven av sockerplantager.